# Historia de las ecuaciones diferenciales
Una ecuación es una igualdad condicional que se cumple solo para las soluciones de la misma. Así, en una ecuación algebraica como
{\displaystyle x-2=0}, la igualdad solo se cumple para {\displaystyle x=2}.
En forma similar, una ecuación diferencial, constituida por funciones y sus derivadas, es una igualdad que se cumple solo para las funciones que son soluciones de la misma. Así, si tenemos {\displaystyle f(x)=f'(x)}, las soluciones serán las funciones {\displaystyle ce^{x}}, donde {\displaystyle c} es cualquier número complejo, ya que son las únicas funciones cuya derivada es igual a la función misma.
En su origen, son ecuaciones íntimamente ligadas a la resolución de cuestiones relacionadas con la física y con la geometría: las leyes del movimiento planetario (en el que intervienen distancias, velocidades y aceleraciones; o lo que es lo mismo, leyes de posición y sus derivadas primeras y segundas en función del tiempo); problemas relacionados con el equilibrio de un cable en suspensión (catenaria); la trayectoria de caída en el menor tiempo posible entre dos puntos dados (braquistocrona); o las leyes de difusión del calor.
La fascinación de matemáticos y físicos por este tipo de ecuaciones fue debida tanto a su utilidad práctica, como a la dificultad de encontrar soluciones analíticas en la inmensa mayoría de los casos: cada nuevo problema resoluble analíticamente descubierto, adquiría carta de naturaleza propia y notoriedad inmediata.
Con posterioridad a la fulgurante aparición hacia 1675 de las ecuaciones diferenciales de la mano primero de Leibniz y de Newton, y a continuación de sus sucesores, la búsqueda de métodos generales de resolución de ecuaciones diferenciales ordinarias se detuvo alrededor de 1775. Varios nuevos trabajos estaban todavía pendientes de realizarse utilizando ecuaciones diferenciales ordinarias, principalmente aquellos resultantes de la solución de ecuaciones diferenciales en derivadas parciales. Pero por más de cien años no volvieron a aparecer nuevos métodos tan importantes como los disponibles por entonces, hasta la introducción de los métodos operacionales y de la transformada de Laplace al final del siglo XIX. En realidad, el interés en métodos generales de solución se redujo debido a que, de una forma u otra, los métodos de resolución disponibles resultaban suficientes para las aplicaciones planteadas por entonces. Sin embargo aún se sentía la falta de rigor, y la aparición de nuevas aplicaciones conllevó a que esta masa de técnicas dispersas se consolidara en una teoría sólida.

## Inicios
Las ecuaciones diferenciales no  comienzan con el nacimiento del cálculo de Isaac Newton (1643-1727) y Gottfried Wilhelm Leibniz (1646-1716), quienes iniciaron el estudio del problema inverso de la diferenciación: dada una relación entre dos cantidades y sus diferenciales (o fluxiones), cómo encontrar una relación entre las cantidades (o fluentes). Sin embargo, este problema analítico de la integración de ecuaciones diferenciales de orden corresponde a un problema geométrico formulado con anterioridad: el método inverso de tangentes; esto es, cómo encontrar una curva caracterizada por una propiedad dada de sus tangentes.
Utilizando expansiones de expresiones en series de potencias, Newton mostró que el problema inverso de las tangentes era totalmente soluble. Leibniz, sin embargo, expresando su deseo de lograr soluciones dando la naturaleza de las curvas, no estaba satisfecho con el sistemático uso de series y pensaba que, hablando de forma general, no había suficiente conocimiento todavía acerca del método inverso de las tangentes. Su procedimiento fue esencialmente cambiar variables para intentar transformar la ecuación diferencial dada en una ecuación con variables separables: 
{\displaystyle f(x)dx=g(y)dy}
pues su solución se obtenía inmediatamente por cuadraturas.

Incluso, antes de comenzar el siglo XVIII, los trabajos de, especialmente, Gottfried Wilhlm Leibniz, Jacob Bernoulli (1654-1705) y Johann Bernoulli (1667-1748) llevaron hacia la integración (reducción a cuadraturas) de ecuaciones diferenciales homogéneas y de ecuaciones diferenciales lineales de primer orden.
Sin embargo, incluso habiendo logrado tal separación de variables, aunque no siempre es el caso, continúa el problema de reducir las cuadraturas a otras más simples. Además, Johann Bernoulli destaca en su Lectiones mathematicae en 1691, que la separación de variables puede ocultar la naturaleza del problema. Por ejemplo, {\displaystyle ydx=2xdy} escrita como variables separables involucra, en apariencia curvas logarítmicas cuando, en realidad, la solución es algebraica: {\displaystyle y^{2}=Kx}.
Varios problemas geométricos y mecánicos, provocaron que los matemáticos comenzaran a pensar acerca de las ecuaciones diferenciales de orden mayor que uno. Este es el caso de Jacopo Riccati (1676-1754) quien presentó en 1723 la ecuación que lleva su nombre:
{\displaystyle x^{m}d^{2}x=d^{2}y+dy^{2}}
resuelta por Daniel Bernoulli (1700-1782) y Leonhard Euler. Las bases de la teoría general de la ecuación diferencial lineal de orden "n" con coeficientes variables fueron desarrolladas en 1765 por Joseph Louis Lagrange (1736-1813) y Jean le Rond D'Alembert (1717-1783). Usando dos métodos diferentes, mostraron que n integrales particulares de la ecuación homogénea determinan la integral completa de la ecuación no homogénea a través de n cuadraturas. En 1776, Lagrange nota que este resultado puede también ser demostrado usando el método de variación de la constante, que se convirtió en el método general más utilizado.
En 1715, Brook Taylor (1685-1731) ya se había encontrado con una solución en el caso de las ecuaciones de segundo grado, y notado su carácter singular. En 1758, Euler enfatizó la paradoja dual de tales soluciones singulares en el cálculo integral. Estas soluciones son obtenidas no por integración, sino por diferenciación de ecuaciones diferenciales. A medida que se comienzan a estudiar sistemas físicos más complejos, por ejemplo en la astronomía, se requiere resolver sistemas de ecuaciones diferenciales ordinarias.
El problema del movimiento de dos cuerpos bajo atracción de la fuerza de gravedad fue resuelto geométricamente por Newton en 1687, pero no es hasta 1734 que Daniel Bernoulli resuelve el problema de los dos cuerpos de forma analítica.

El llamado problema de los n cuerpos es una generalización de este que no puede ser resuelta de la misma manera y es ampliamente estudiado hasta la fecha. Aparecen, para casos muy particulares, resultados de Newton, Euler y en especial de Lagrange (1772). Este mismo problema, condujo al desarrollo de la teoría del cálculo de perturbaciones para encontrar soluciones aproximadas, donde destacan Clairaut en 1747, Euler en 1748, Lagrange en 1774-1775 y Pierre-Simon Laplace (1749-1827) de 1772 a 1780 aproximadamente.
El estudio y resolución de sistemas de ecuaciones diferenciales tuvo un gran impulso con las ideas de Lagrange a quien se le debe la aplicación del método de variación de parámetro a un sistema de tres ecuaciones de segundo orden en 1808.

## sigloXIX
Ni siquiera en los primeros años del siglo XIX, los matemáticos se preocupaban por la existencia de soluciones asociadas a ecuaciones diferenciales. Fue Augustin Louis Cauchy (1789-1857), quien primero se vio motivado por este tema. En sus cursos impartidos en la Escuela Politécnica, demostró por primera vez la solubilidad del problema 
{\displaystyle y'=f(x,y)} con la condición inicial
{\displaystyle y_{0}=F(x_{0})}; actualmente conocidas también como condiciones de Cauchy.
Cauchy presentó diferentes procedimientos para la demostración de la existencia en el plano real y complejo, pero no es hasta 1868 que Rudolf Lipschitz (1832-1903) demuestra la existencia y unicidad bajo condiciones más generales, precisamente para {\displaystyle f} continua y que satisface la condición de Lipschitz; este resultado se conoce bajo el nombre de Teorema de Cauchy-Lipschtz.

En su libro Traité d´analyse de 1833, Picard da una exposición consistente sobre los resultados de existencia desarrollados anteriormente con distinción de casos y aplicaciones. Las hipótesis utilizadas aseguran no solo la existencia, sino también la unicidad, al menos localmente, de la solución de los problemas de Cauchy.
En el estudio de ciertos sistemas físicos, resulta interesante, y casi siempre necesario, conocer propiedades (de las soluciones de la ecuación o sistema que modela el fenómeno) tales como acotamiento, estabilidad, periodicidad, etc., sin tener que recurrir a la ardua y laboriosa tarea, que en muchos casos es impracticable, de encontrar expresiones analíticas para las soluciones. De este modo, surgió el problema de investigar las propiedades de las soluciones de una ecuación diferencial a partir de "su propia expresión", dando lugar a la Teoría Cualitativa de las Ecuaciones Diferenciales.
En 1836, Sturm publica un artículo donde estudia desde un nuevo punto de vista las ecuaciones diferenciales ordinarias lineales de segundo orden. Partiendo de que no pueden ser resueltas analíticamente en su mayoría, intenta estudiar sus propiedades directamente desde la ecuación. Primeramente, analiza cómo se comportan las raíces de la solución al variar las condiciones iniciales o los coeficientes de la ecuación. Jules Henri Poincaré (1854-1912), en su estudio sobre Mecánica Celeste señala la importancia de las propiedades cualitativas de las soluciones reales de las ecuaciones diferenciales que rigen el movimiento y la debilidad de los métodos analíticos, creando así su teoría “geométrica” de las ecuaciones diferenciales.
Poincaré estudió las ecuaciones lineales de segundo orden con coeficientes racionales, y comprobó que ciertas funciones que se pueden obtener a partir de cocientes de dos soluciones independientes admiten grupos de transformaciones análogos a los de las funciones elípticas. Estudió condiciones para que las ecuaciones diferenciales tengan integrales algebraicas. Muchas de estas técnicas fueron usadas en el estudio de los problemas de la mecánica clásica y, en particular, en el problema de los tres cuerpos. En su Les Méthodes Nouvelles de la Méchanique Celeste estudió la compleja estructura que se deriva de la mecánica clásica.
Por otra parte, los trabajos de Aleksandr Liapunov (1857-1918) sentaron bases sólidas para la naciente Teoría Cualitativa. Desarrolló sus investigaciones alrededor del problema general de la estabilidad de los movimientos. Así en sus publicaciones Probléme géneral de la stabilité du mouvementem de 1907 (originalmente publicado en ruso en 1892) y Sur les figures d'equilibre peu différentes des ellipsoids d'unemasse liquide homogéne dovée d' un mouvement de rotation en 1906, desarrolla la mayoría de las técnicas que aún se utilizan en la actualidad. Se deben a él el primer y segundo método que llevan su nombre. Durante su estudio trabaja, entre otros, la estabilidad, estabilidad asintótica, estabilidad de ecuaciones diferenciales funcionales y análisis no lineal. Las contribuciones de Liapunov a la estabilidad han influido en el desarrollo del tema por un largo período de tiempo.
Liapunov y Poincaré, convirtieron la no linealidad de las ecuaciones lineales en su objeto de estudio y aportaron métodos y conceptos fundamentales en el estudio de las ecuaciones diferenciales lineales y no lineales.

## Otros matemáticos que hicieron aportes a la Teoría de las Ecuaciones Diferenciales

### Friedrich Bessel
Friedrich Wilhelm Bessel (1784-1846), alemán, hizo aportes en astronomía, calculó la órbita del cometa Halley; introdujo las funciones de Bessel y en 1817 estudió el trabajo de Kepler.
a

### Pafnuti Chebyshov
El ruso Pafnuti Liwovich Chebyshov (1821-1894) trabajó en teoría de números (números primos), probabilidad, funciones ortogonales, polinomios de Chebyshov.

### Alexis Clairaut
El francés Alexis Claude Clairaut (1713-1765) hizo aportes a la geometría, establece la ecuación de Clairaut y soluciones singulares (1734), astronomía, el problema de los 3 cuerpos, calculó con precisión (1759) el perihelio del cometa Halley.

### Peter Dirichlet
Peter Gustav Lejeune Dirichlet (1805-1859), alemán, hizo aportes en teoría de números, mecánica de fluidos, análisis matemático; estableció condiciones para la convergencia de las series de Fourier.

### Joseph Fourier
El francés Jean Baptiste Joseph Fourier (1768-1830) descubrió las series de Fourier en las investigaciones sobre el flujo de calor en 1822; acompañó a Napoleón en la campaña de Egipto (1798). 

### Ferdinand Frobenius
El alemán Ferdinand Georg Frobenius (1849-1917) estudió los métodos de series para resolver ecuaciones diferenciales; aportes en álgebra y teoría de grupos.

### Karl Gauss
El alemán Karl Friedrich Gauss (1777-1855) fue uno de los grandes matemáticos del siglo XIX. Hace aportes a la teoría de números, astronomía, electricidad y magnetismo, óptica, geometría, ecuación hipergeométrica.

### George Green
El inglés George Green (1793-1841) hizo aportes a la física matemática, óptica, electricidad y magnetismo, originó el término “potencial”, función de Green.

### Oliver Heaviside
El inglés Oliver Heaviside (1850-1925) hizo aportes al electromagnetismo, sugirió la presencia de la capa atmosférica ahora llamada ionosfera; métodos operacionales no rigurosos para resolver ecuaciones diferenciales.

### Charles Hermite
El francés Charles Hermite (1822-1901) estudió la teoría de números, prueba (1873) la trascendencia del número e, funciones elípticas, álgebra, polinomios de Hermite.

### David Hilbert
Matemático alemán, David Hilbert (1862-1943) hizo aportes al álgebra, ecuaciones integrales, cálculo de variaciones, lógica, espacio de Hilbert, propuso muchos problemas, algunos todavía sin solución.

### Bernhard Riemann (1826-1866)
Fue alumno de Gauss. Presentó su tesis doctoral en noviembre de 1851: Bases de una teoría general de funciones de variable compleja.
Entre sus artículos podemos citar 3 de los más importantes:
i) Representabilidad de una función mediante una serie geométrica.
ii) Hipótesis en que se funda la geometría.
iii) Número de primos menores que una cantidad dada.
¿Qué es la hipótesis de Riemann?
100 años después de su aparición permanece sin demostración, es el octavo problema de los 23 problemas propuestos por D. Hilbert en el congreso de matemáticas de 1900. En la actualidad se ofrece un premio de un millón de dólares por su solución.

### Christian Huygens
Matemático, astrónomo y físico holandés, Christian Huygens (1629-1695) estudia vibraciones, óptica, teoría matemática de ondas. Construye un reloj de péndulo basado en la cicloide (1673), astronomía.

### Johannes Kepler
El alemán Johannes Kepler (1571-1630) hace aportes a la geometría, especialmente encontrando áreas que ayudaron a la formulación de sus 3 leyes del movimiento planetario.

### Edmond Laguerre
El francés Edmond Laguerre (1834-1886) hace aportes al análisis matemático, variable compleja, funciones analíticas, polinomios de Laguerre.

### Pierre de Laplace
El francés Pierre Simón de Laplace (1749-1827) hace aportes a la mecánica, astronomía, ecuaciones diferenciales parciales, ecuación de Laplace descubierta alrededor de 1787, probabilidad.

### Adrien Legendre
El francés Adrien Marie Legendre (1752-1833) hace aportes en teoría de números, funciones elípticas, astronomía, geometría, funciones de Legendre.

### Joseph Liouville
El francés Joseph Liouville (1809-1882) estudia la teoría de números (números trascendentes), variable compleja, problemas de Sturm-Liouville. Ecuaciones integrales.

### Marc Parseval
El francés Marc Antoine Parseval (1755-1836) hace aportes al análisis matemático, identidad de Parseval en conexión con la teoría de las series de Fourier.

### Charles Picard
El francés Charles Émile Picard (1856-1941) hace aportes a la geometría algebraica, topología, variable compleja, método de Picard y teoremas de existencia-unicidad para ecuaciones diferenciales.

### Simeón Poisson
El francés Simeón Denis Poisson (1781-1840) fue un físico matemático que hace aportes a la electricidad y el magnetismo, ecuación de Poisson, fórmula de Poisson, probabilidad, cálculo de variaciones, astronomía.

### Jacopo Riccati
El italiano Jacopo Francesco Riccati (1676-1754) hace aportes al análisis matemático, ecuación de Riccati resuelta en 1723 por Daniel Bernoulli y otros miembros más jóvenes de su familia.

### Bernhard Riemann
El alemán Georg Friedrich Bernhard Riemann (1826-1866) fue uno de los más grandes matemáticos del siglo XIX (alumno de Gauss, Jacobi y Dirichlet). Contribuciones a la variable compleja, geometría no euclidiana, funciones elípticas, ecuaciones diferenciales parciales.
Fue alumno de Gauss, y en noviembre de 1851 presentó su tesis doctoral: Bases de una teoría general de funciones de variable compleja.
i) Uno de sus artículos más importantes fue: Sobre la Representabilidad de una función mediante una serie trigonométrica.

### Olinde Rodríguez
Matemático francés, Olinde Rodríguez (1794-1851) hace aportes al análisis matemático, fórmula de Rodríguez.

### Hermann Schwarz
El alemán Hermann Amandus Schwarz (1843-1921) estudia cálculo de variaciones, teoremas de existencia para ecuaciones diferenciales parciales, desigualdad de Schwarz.

### Jacques Sturm
El suizo Jacques Charles François Sturm hace aportes al álgebra (número de raíces reales de ecuaciones algebraicas), geometría, mecánica de fluidos, acústica, problemas de Sturm-Liouville.

### Hoene Wronski
Matemático polaco, Josef Hoene-Wronski (1778-1853) estudia determinantes, introduce el wronskiano, filosofía.